# Lijst van burgemeesters van Alblasserdam
Dit is een lijst van burgemeesters van de Nederlandse gemeente Alblasserdam in de provincie Zuid-Holland.
| Ambtsperiode                                                     | Naam burgemeester                           | Partij of stroming | Bijzonderheden                                                                                     |
| ---------------------------------------------------------------- | ------------------------------------------- | ------------------ | -------------------------------------------------------------------------------------------------- |
| 1825 - 1838                                                      | C.A. Pijl                                   |                    | |
| 1838 - 1850                                                      | W. van Wageninge Wzn                        |                    | |
| 1850 - 1886                                                      | J. van Lakerveld Bisdom                     |                    | vanaf 1852 tevens burgemeester van Oud-Alblas                                                      |
| 1886 - 1896                                                      | Jhr. Florent Sophius (F.S.) op ten Noort    |                    | tevens burgemeester van Oud-Alblas, later burgemeester van Ede                                     |
| 1896 - 1897                                                      | Joost William Jan baron Taets van Amerongen |                    | later burgemeester van Monster                                                                     |
| 1898 - 1907                                                      | Jhr. Volkert Huibert de Villeneuve          |                    | later burgemeester van Hillegersberg en Schiebroek                                                 |
| 1908 - 1914                                                      | Theodoor Cluysenaer                         |                    | vh. burgemeester van Adorp en van Borculo, later burgemeester van Wormerveer                       |
| 1914 - 1923                                                      | Simon (S.) Berman                           |                    | vh. burgemeester van Kwadijk, Middelie en Warder, van Schagen en van Bedum                         |
| 12 juni 1923 - 15 oktober 1940                                   | J. van Scheers                              |                    | |
| 15 oktober 1940 - 15 februari 1941                               | ir. H. Popping                              |                    | waarnemend, tevens burgemeester van Sliedrecht                                                     |
| 15 februari 1941 - 25 mei 1943                                   | Laurens Looij                               |                    | |
| 1 juli 1943 - 8 mei 1945                                         | P.H. Oldemans (van Uythoven)                | NSB                | in 1945 tevens burgemeester van Oud-Alblas                                                         |
| 9 mei 1945 - 31 december 1945                                    | C.G. van Dobben de Bruijn                   | ARP                | waarnemend, tevens burgemeester van Oud-Alblas                                                     |
| 1 januari 1946 - 1 februari 1968                                 | Laurens Looij                               |                    | |
| februari 1968 - 1 augustus 1981                                  | J.H. Vijgeboom                              | PvdA               | vh. burgemeester van Geervliet en Heenvliet, later waarnemend burgemeester van Haastrecht en Vlist |
| 1981 - 1999                                                      | Martin (M.J.) Bruin                         | PvdA               | vh. burgemeester van Arkel en Kedichem                                                             |
| 1 september 1999 - 2007                                          | Ad (A.D.) van den Bergh                     | CDA                | was wnd. burgemeester van Strijen, daarvoor burgemeester van Diepenveen                            |
| 1 juli 2007 - 2 november 2009                                    | Lennie (L.M.) Huizer                        | PvdA               | waarnemend                                                                                         |
| 2 november 2009 - 2014                                           | Bert (A.B.) Blase                           | PvdA               | |
| 1 september 2014 - 30 juni 2015, 31 januari 2023 - 29 maart 2023 | Jan (J.) Heijkoop                           | CDA                | waarnemend                                                                                         |
| 1 juli 2015 - 30 januari 2023                                    | Jaap (J.G.A.) Paans                         | VVD                | vh. raadsgriffier van Rotterdam                                                                    |
| 30 maart 2023 - heden                                            | Jan Willem (J.W.) Boersma                   | CU                 | vh. gemeenteraadslid van Dordrecht                                                                 |